# Tenuiphantes retezaticus
Tenuiphantes retezaticus là một loài nhện trong họ Linyphiidae.
Loài này thuộc chi Tenuiphantes. Tenuiphantes retezaticus được miêu tả năm 1985 bởi Ruzicka.